# Стівен Колдвелл
Стівен Колдвелл (англ. Steven Caldwell, нар. 12 вересня 1980, Стерлінг) — шотландський футболіст, що грав на позиції захисника.
Виступав, зокрема, за клуби «Ньюкасл Юнайтед», «Сандерленд» та «Бернлі», а також національну збірну Шотландії.

## Клубна кар'єра
У дорослому футболі дебютував 1998 року виступами за команду клубу «Ньюкасл Юнайтед», в якій провів три сезони, взявши участь у 28 матчах чемпіонату.
Згодом з 2001 по 2004 рік грав у складі команд клубів «Блекпул», «Бредфорд Сіті», «Бредфорд Сіті» та «Лідс Юнайтед».
Своєю грою за останню команду привернув увагу представників тренерського штабу клубу «Сандерленд», до складу якого приєднався 2004 року. Відіграв за клуб з Сандерленда наступні три сезони своєї ігрової кар'єри. Більшість часу, проведеного у складі «Сандерленда», був основним гравцем захисту команди.
2007 року уклав контракт з клубом «Бернлі», у складі якого провів наступні три роки своєї кар'єри гравця.  Граючи у складі «Бернлі» також здебільшого виходив на поле в основному складі команди.
Протягом 2010—2013 років захищав кольори клубів «Віган Атлетік», «Бірмінгем Сіті» та «Торонто».
Завершив професійну ігрову кар'єру у клубі «Торонто», у складі якого вже виступав раніше. Прийшов до команди 2013 року, захищав її кольори до припинення виступів на професійному рівні у 2015.

## Виступи за збірну
Колдвелл зіграв дванадцять матчів за національну збірну Шотландії на міжнародному рівні. Дебютував в матчі з Польщею на стадіоні Здзіслава Кшишков'яка 25 квітня 2001 року. Його домашній дебют відбувся 12 лютого 2003 року в програному (0:2) матчі з Ірландією на Гемпден-Парк.
Зіграв двічі в кваліфікації на чемпіонат світу 2006 року, з Молдовою (1:1) на стадіоні Зімбру в Кишиневі і зі Словенією (3:0) на Арені Петроль в Целє. Взяв участь у кваліфікації чемпіонату світу 2010 року.